# Суперцветение

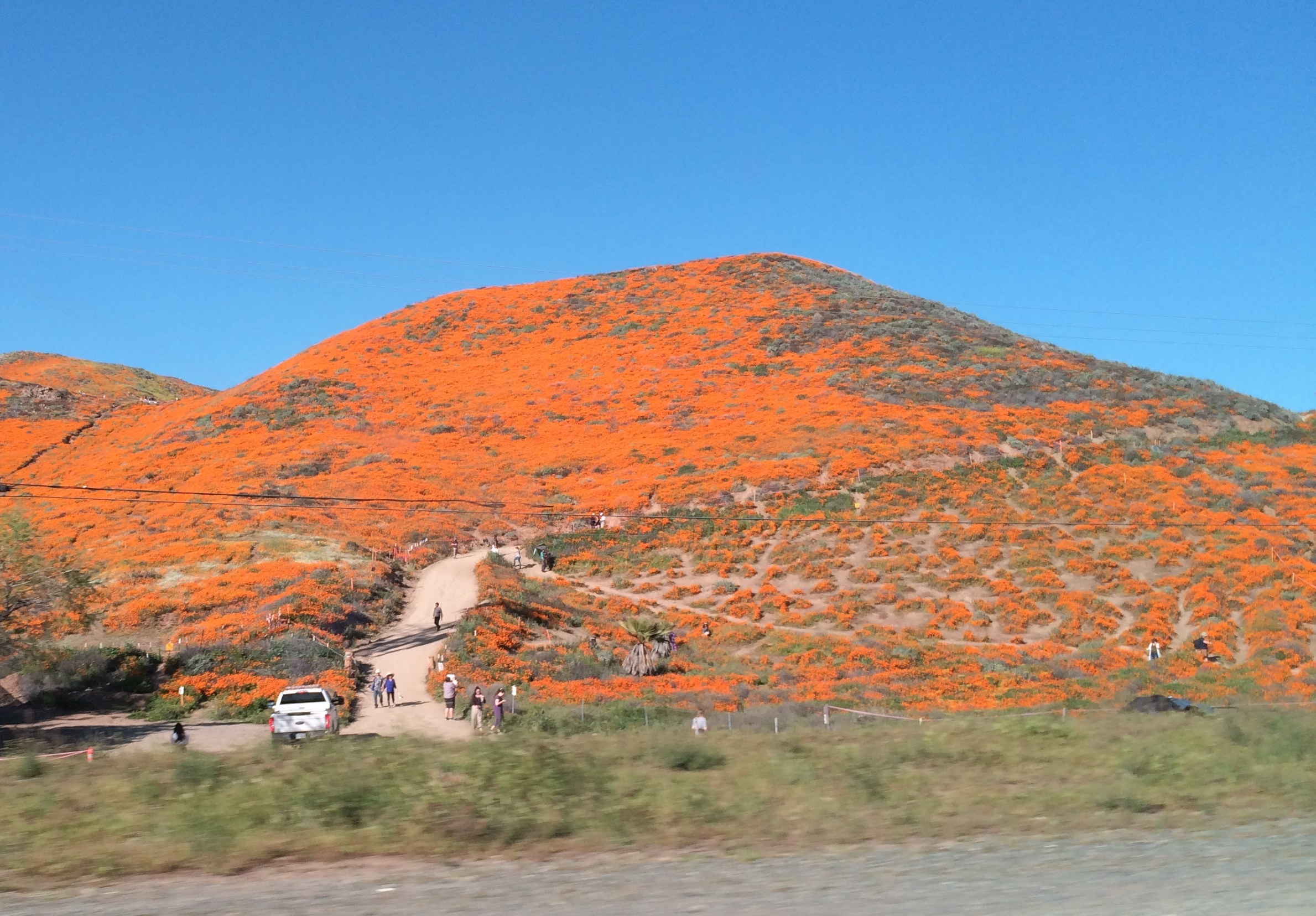
Суперцветение калифорнийских маков в округе Риверсайд, Калифорния, 2019 год

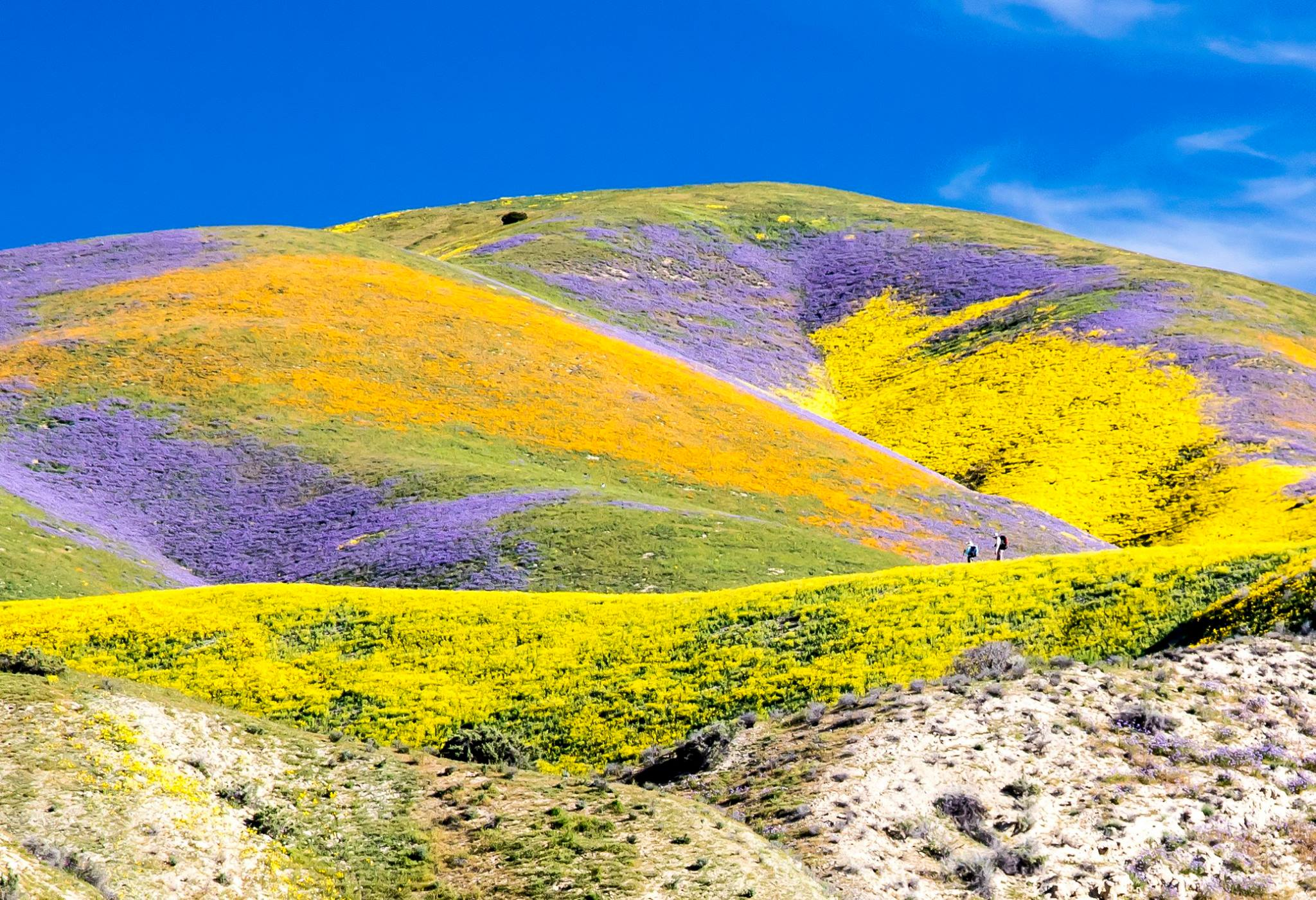
Национальный парк Карризо-Плейн в 2017 году

Суперцветение (англ. superbloom) — редкое природное явление, при котором необычно высокая доля полевых цветов, семена которых находились в состоянии покоя, прорастает и цветёт примерно в одно и то же время. Характерно для пустынных областей и вызывается повышенным количеством осадков после продолжительной засухи. Термин, вероятно, возник в 1990-х годах, однако является скорее популярным, чем научным.
Суперцветение как природный феномен свойственно в первую очередь пустынным районам на юго-западе США, в частности Калифорнии, Аризоны и Невады. В числе видов, наблюдаемых в период суперцветения, — Eschscholzia californica, Lupinus albifrons, Lupinus arboreus, Encelia farinosa, Phacelia tanacetifolia, Phacelia campanularia, Geraea canescens, Camissonia brevipes, Abronia villosa, Hesperocallis undulata и др. Частота, с которой суперцветения происходят на территории США, непостоянна и зависит, помимо количества осадков, от ряда других факторов.
В Южной Африке подобное явление происходит ежегодно во время сезона дождей и наблюдается вдоль засушливого западного побережья между Кейптауном и Намаквалендом, а также в природных заповедниках, таких как Национальный парк Западного побережья. Количество видов, регистрируемых в период суперцветения, достигает 4000.
Явление суперцветения регулярно привлекает туристов, зачастую наносящих серьёзный вред популяциям растений и местам их произрастания. Особо масштабные суперцветения могут также наблюдаться из космоса и хорошо видны на спутниковых снимках.